# أوليف كلاين
أوليف كلاين (بالإنجليزية: Olive Kline) هي مغنية أمريكية، ولدت في 7 يوليو 1887 في أمستردام في الولايات المتحدة، وتوفيت في 29 يوليو 1976 في بيلهام في الولايات المتحدة.

## وصلات خارجية
- أوليف كلاين على موقع ميوزك برينز (الإنجليزية)
- أوليف كلاين على موقع ديسكوغز (الإنجليزية)